# 化学物質と環境
化学物質と環境（かがくぶっしつ と かんきょう）は、環境省の年次報告書である。主たる目的は、化学物質環境実態調査(環境基準等の設定されていない化学物質の環境中の存在状況調査等)結果の報告である。
報告書名は、昭和49(1974)年度「化学物質環境調査結果」(環境庁企画調整局環境保健部(当時))から始まり、昭和54(1979)年に現在の「化学物質と環境」(英題 "CHEMICALS IN THE ENVIRONMENT")となった。昭和52年版から黒表紙の装丁としたことから「黒本」と呼ばれている(平成16,17(2004,2005)年版は黒表紙ではない(濃緑色及び黄色))。

## 概要
環境省の実施する化学物質環境実態調査(平成14(2002)年度からの調査名)結果をとりまとめた年次報告書。主管部署は環境省環境保健部環境安全課(平成22(2010)年度現在)。
初期においては、環境調査結果のまとめに加え、OECD, WHO等国際機関の活動状況の紹介や重要資料の和訳、ケミカルアセスメントに関する技術手法も掲載されていた。
平成15(2003)年度版よりCD-ROMが添付され、個々の詳細データは印刷物からは除かれている。また、平成8(1996)年版から環境省ホームページ「化学物質と環境」への掲載が行われている。
なお、昭和49(1974)年度から平成13(2001)年度までの冊子をスキャニングした『「化学物質と環境」総集編 -黒本創刊から30年-』(DVD-ROM)がある。

## 報告書一覧
※ "(yy)"には発行時の和暦年度の年が入る。
| 発行年月                                | 報告書名/副題 | 発行部署                                 |
| --------------------------------------- | --- | ---------------------------------------- |
| 昭和50(1975)年12月                      | 昭和49年度 化学物質環境調査結果 | 環境庁企画調整局環境保健部               |
| 昭和52(1977)年5月                       | 昭和50年度 化学物質環境調査結果 | 環境庁企画調整局環境保健部               |
| 昭和52(1977)年10月                      | 昭和52年版 ケミカル アセスメント「環境における化学物質の存在」 - 昭和51年度 化学性物質環境調査結果とその概要 | 環境庁環境保健部保健調査室               |
| 昭和53(1978)年9月                       | 昭和53年版 ケミカル アセスメント・アニュアル レポート「化学性物質と環境」 - 昭和52年度 化学性物質環境追跡調査結果の総括 - ケミカルアセスメント関連化学物質調査・研究結果の概要 - 国際機関における化学品安全活動の現況 - 化学品の環境安全性に関する諸外国の法律 | 環境庁環境保健部保健調査室               |
| 昭和54(1979)年9月 〜 昭和59(1984)年12月 | 昭和(yy)年版 ケミカル アセスメント・アニュアル レポート「化学物質と環境」 - 昭和(yy-1)年度 化学物質環境追跡調査結果の総括 - ケミカルアセスメント関連化学物質調査研究等の概要 - 国際機関等における化学品安全対策の現況                                          | 環境庁環境保健部保健調査室               |
| 昭和60(1985)年12月 〜 平成5(1993)年12月 | [元号](yy)年版 化学物質と環境 - [元号](yy-1)年度 化学物質環境汚染実態調査の概要 - [元号](yy-1)年度 各種手法開発等関連調査研究の概要 - 化学物質対策の国際的動向                                                                                                 | 環境庁環境保健部保健調査室               |
| 平成6(1994)年12月 〜 平成11(1999)年11月 | 平成(yy)年版 化学物質と環境 | 環境庁環境保健部環境安全課               |
| 平成13(2001)年3月 〜 平成19(2007)年3月  | 平成(yy)年度版 化学物質と環境 | 環境省総合環境政策局環境保健部環境安全課 |
| 平成20(2008)年3月 〜 令和5(2021)年3月   | [元号](yy)年度版 化学物質と環境 (最新は「令和4年度版」) | 環境省環境保健部環境安全課               |